# Thống Nhất, thành phố Lào Cai
Thống Nhất là một xã thuộc thành phố Lào Cai, tỉnh Lào Cai, Việt Nam.

## Địa lý
Xã Thống Nhất nằm ở phía đông nam thành phố Lào Cai, có vị trí địa lý:
- Phía đông và phía nam giáp huyện Bảo Thắng với ranh giới lần lượt là sông Hồng và Ngòi Bo
- Phía tây giáp thị xã Sa Pa và các xã Cam Đường, Hợp Thành
- Phía bắc giáp phường Xuân Tăng và huyện Bảo Thắng.

Xã Thống Nhất có diện tích 33,94 km², dân số năm 2019 là 7.229 người, mật độ dân số đạt 213 người/km².
Trên địa bàn xã có Quốc lộ 4E và đường cao tốc Nội Bài – Lào Cai đi qua.

## Hành chính
Xã Thống Nhất được chia thành 16 thôn: Thống Nhất, Tiến Cường, Tân Tiến, Phú Hùng, Hòa Lạc, Tiến Thắng, Thái Bo, Giao Ngay, Giao Tiến, Bản Cam, Khe Luộc, An Thành, Chang, Muồng, Kắp Kẹ, Mường Bát.

## Lịch sử
Sau năm 1954, địa bàn xã Thống Nhất hiện nay là một phần các xã Cam Đường và Gia Phú thuộc huyện Bảo Thắng, tỉnh Lào Cai.
Ngày 16 tháng 1 năm 1979, xã Cam Đường được sáp nhập vào thị xã Cam Đường.
Ngày 17 tháng 4 năm 1979, thị xã Cam Đường sáp nhập vào thị xã Lào Cai (lúc này thuộc tỉnh Hoàng Liên Sơn), xã Cam Đường thuộc thị xã Lào Cai.
Ngày 17 tháng 9 năm 1981, Ủy ban nhân dân tỉnh Hoàng Liên Sơn ban hành Quyết định số 1218/QĐ-UBND thành lập phường Thống Nhất trên cơ sở một phần diện tích và dân số của xã Cam Đường.
Ngày 9 tháng 6 năm 1992, thị xã Cam Đường được tái lập, phường Thống Nhất chuyển sang trực thuộc thị xã Cam Đường. Tuy nhiên, đến ngày 31 tháng 1 năm 2002, toàn bộ diện tích và dân số của thị xã Cam Đường được sáp nhập trở lại thị xã Lào Cai, phường Thống Nhất lại thuộc thị xã Lào Cai.
Ngày 30 tháng 11 năm 2004, phường Thống Nhất thuộc thành phố Lào Cai mới thành lập.
Đến năm 2019, phường Thống Nhất có diện tích 2,50 km², dân số là 1.517 người, mật độ dân số đạt 607 người/km².
Ngày 11 tháng 2 năm 2020, Ủy ban Thường vụ Quốc hội ban hành Nghị quyết số 896/NQ-UBTVQH14 về việc sắp xếp các đơn vị hành chính cấp huyện, cấp xã thuộc tỉnh Lào Cai (nghị quyết có hiệu lực từ ngày 1 tháng 3 năm 2020). Theo đó:
- Điều chỉnh 33,09 km² diện tích tự nhiên và 7.132 người thuộc 15 thôn: Bản Cam, Khe Luộc, An Thành, Mường Bát, Phú Hùng, Cắp Kẹ, Muồng, Chang, Hòa Lạc, Tiến Thắng, Thái Bo, Giao Ngay, Tiến Cường, Tân Tiến, Giao Tiến của xã Gia Phú, huyện Bảo Thắng vào phường Thống Nhất
- Điều chỉnh 1,65 km² diện tích tự nhiên và 1.420 người của phường Thống Nhất vào phường Xuân Tăng
- Giải thể phường Thống Nhất (sau khi điều chỉnh địa giới hành chính) để thành lập xã Thống Nhất.

Sau khi thành lập, xã Thống Nhất có diện tích 33,94 km², dân số là 7.229 người.